# Marko Pohlin
Marko Pohlin szül. Anton Pohlin (Laibach, 1735. április 13. – Bécs, 1801. február 4.) szlovén római katolikus pap, ágoston-rendi szerzetes, író, nyelvész. Legfőbb szerepe a szlovén nemzeti és nyelvi öntudat felébresztésében, illetve a szlovén nyelvű művelődés és oktatás fejlesztésében van.

## Élete és munkája
Édesapja Stein in Oberkrainból (ma Kamnik) származó vendéglős, Janez Jurij Pohlin, édesanyja Marija Ana Klemenčič volt.
1754-ben belépett az ágoston-rendiekhez, ott kapta a Marcus (Márk, Marko) nevet. Korai tanulmányait Laibachban (ma Ljubljana) és Rudolfswerthban (ma Novo mesto) végezte. 1755 és 1763 között Bécsben tanult teológiát. A császárvárosban jó kapcsolatot épített ki cseh értelmiségiekkel. Irodalmi munkásságát fiatal éveiben kezdte. Részt vett az első szlovén nyelvű almanach, a Pisanize szerkesztésében.
Alig harminchárom éves volt, amikor német nyelvű szlovén nyelvtant adott ki Kraynska grammatika címen, amelyre jelentős mértékben hatással voltak korabeli cseh nyelvtanok is. Ebben következetesen kiállt a krajnai nyelvjárás használata mellett és felszólította honfitársait, hogy ne szégyelljék anyanyelvüket, hanem merjék magasabb színvonalon is használni. Pohlin bátran kiállt a szlovén nyelv ügyéért és felszólalt a németesítés ellen, illetve a szlovén nyelv egyenrangú nyelvként való elismerését indítványozta. Az addig használt latin nyelvet Pohlin szerint Krajnában nem a némettel, hanem a szlovénnal kell felváltani, mert ez a tartomány nemzeti nyelve. Értekezett továbbá a szlovén nyelvű költészet mikéntjéről is. Köréhez több kortárs irodalmár is csatlakozott, így Pohlin fontos tényezővé vált a krajnai kulturális életben.
Pohlin konzekvens kiállása a krajnai alapú szlovén irodalmi nyelv mellett ugyanakkor azt is jelentette, hogy az írott norma egyoldalú alakulásnak indult. Pohlin sajátságosnak nevezte a krajnai szlovénok nyelvét, amely eltér a Karintiában és Stájerországban (ez utóbbihoz sorolták akkor a magyarországi szlovének nyelvét, a vend nyelvet is) beszélt változatoktól. Sőt, azok fölé helyezte saját nyelvét, ami nem kedvezett az egységesülésnek, ugyanis a három másik közösség így továbbra is saját nyelvjárásait használta irodalmában.
Pohlin ezen ellentmondásosságán túl sokat tett a szlovén nyelvű művelődésért: szerkesztett bibliográfiát, írt imakönyvet, tankönyvet, prédikációs könyvet, helyesírást, olvasókönyvet és evangéliumos könyvet. Tankönyvei a szlovén oktatás fejlesztését célozták, ami addig igen kezdetleges nívón állt a német nyelvű tanítással szemben. Janzenista és felvilágosult elképzeléseket vallott, s támogatta az egyházon belüli reformokat. Utóbbi nézetei miatt konfliktusba került az Ágoston-renddel is. A nagy francia forradalom kitörésekor már némiképp visszafogottan hangoztatta elképzeléseit, és bár nem mondott le elveiről, de egyre inkább a szellemi és irodalmi szükségletekre összpontosított a korábbi politikai, társadalmi és vallási igények helyett.
Álláspontját mindig keményen védelmezte, olykor már hajlott a dilettantizmusra is, de képes volt ugyanakkor az önkritikára. Nyelvi koncepcióját más jelentős nyelvművelők, mint Blaž Kumerdej erősen kritizálták. Pohlin törekedett a minél tisztább, német hatástól mentes szlovén nyelvre, e célból szavakat is vett át a cseh és a horvát nyelvből is, vagy maga alkotott új szavakat. Ám a szóátvétel és a nyelvi érzék megfelelő mértékét nem mindig találta el, így nyelvi és filológiai érzékét is megkérdőjelezték.
Köre fontos és hasznos gyűjtést végzett, jelentős szóanyagot halmozva fel. Rengeteg népi közmondást és szólást is feljegyeztek.
Tervezte a teljes Biblia lefordítását is, de Johann Karl von Herberstein laibachi püspök nem tette lehetővé számára munkát, hanem titkárára, Jurij Japeljre bízta, aki keresztül is vitte a feladatot.
Marko Pohlin a Bécs melletti Mariabrunn-kolostorban fejezte be életét.

## Külső hivatkozások
- Pohlin, Marko (Slovenski biografski leksikon)